# Тимонино (Липовское сельское поселение)
Тимонино — деревня в Кирилловском районе Вологодской области.
Входит в состав Липовского сельского поселения, с точки зрения административно-территориального деления — в Липовский сельсовет.
Деревня Тимонино зарегистрирована 22 ноября 2000 года.
По переписи 2002 года население — 1 человек.